# La sombra del caudillo

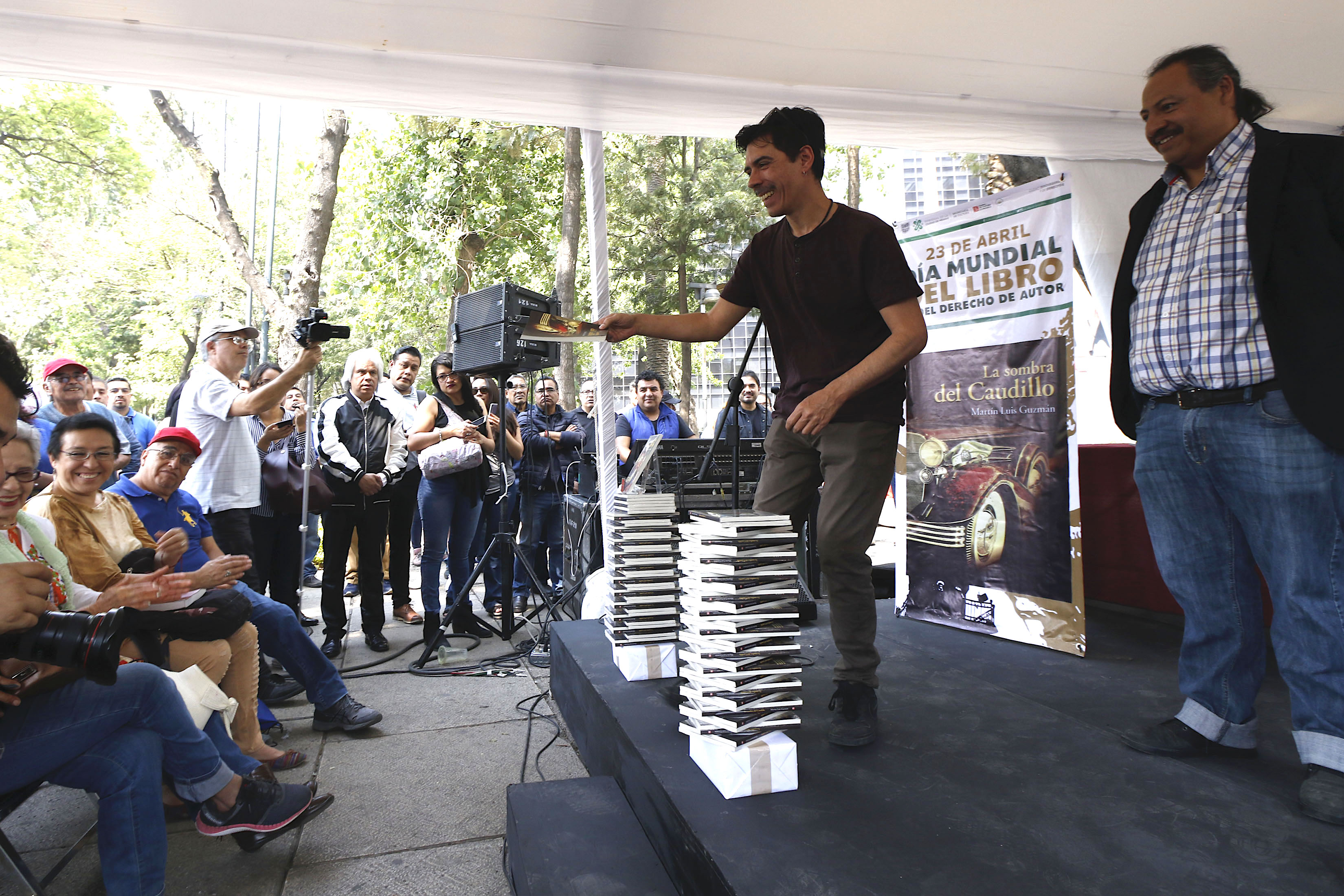
Entrega gratuita del libro La sombra del caudillo, el Día Mundial del Libro.

La sombra del caudillo es una novela del escritor mexicano Martín Luis Guzmán, publicada en 1929, cuando el autor vivía exiliado en España.

## Trama
La trama de la novela de Guzmán está basada en hechos que acontecieron en México después de la Revolución mexicana y después de los asesinatos de Madero, Villa, Zapata y Carranza.
La época histórica reflejada en la novela se relaciona con dos momentos históricos: el período presidencial de Álvaro Obregón y la rebelión de Adolfo de la Huerta en 1923 a causa de la imposición de Plutarco Elías Calles como sucesor de Álvaro Obregón, y el asesinato del general Francisco R. Serrano junto con sus partidarios en la llamada matanza de Huitzilac, en 1927. 
La novela de Guzmán es una fuerte crítica al caudillismo que imperaba en México después de la Revolución y que marcó el inicio del poder dentro de las esferas militares. En su novela, el autor critica con fino sarcasmo las formas que tomó el movimiento revolucionario; al mismo tiempo, hace evidentes los manejos turbios de Álvaro Obregón. Se publicó en Madrid en 1929, pero en México se prohibió durante algún tiempo.

## Cine
En 1960 la novela fue llevada al cine por el director Julio Bracho, se exhibió en el Festival Internacional de Cine de Karlovy Vary recibiendo un premio especial. Sin embargo su estreno comercial en México fue vetado sin una razón explícita. Diez años más tarde se solicitó insistentemente el permiso para su exhibición, pero nuevamente el gobierno de Luis Echeverría Álvarez no lo autorizó. La película pudo conocerse mediante la circulación de grabaciones de videos clandestinos. Finalmente, pasados treinta años desde su producción, durante el gobierno de Carlos Salinas de Gortari, se autorizó su exhibición; el estreno se llevó a cabo en la Sala “Gabriel Figueroa”, de la Ciudad de México, el 25 de octubre de 1990.